# Хара, Эриберто
Эрибе́рто Ха́ра Корона (исп. Heriberto Jara Corona; 1879—1968) — мексиканский политический и военный деятель, генерал. Активный участник Мексиканской революции, депутат Учредительного собрания, в дальнейшем посол на Кубе, сенатор, губернатор штата Веракрус и морской министр в кабинете Мануэля Авилы Камачо.

## Биография
Родился в Ногалесе (Веракрус) в семье Эмилио Хары Андраде и Кармен Короны Короны в 1879 (по другим источникам, 1880) году. Окончил школу в Орисабе; позже, когда семья перебралась в Пачуку-де-Сото, в 1892 году поступил в Независимый институт наук и литературы штата Идальго, который окончил с дипломом бухгалтера. Во время учёбы в этом институте сошёлся с Альфонсо Кравиото и Эфреном Ребольедо — будущими соратниками по революционному движению.
По окончании института работал бухгалтером сначала на текстильной фабрике в Санта-Росе, а затем в Рио-Бланко. В 19 лет вступил в Мексиканскую либеральную партию, вёл пропагандистскую работу в Орисабе, где организовал Лигу рабочего сопротивления Ногалеса. В 1907 году стал одним из главных организаторов забастовки в Рио-Бланко, в результате был арестован. Это стало началом его политической и профсоюзной деятельности. После освобождения перебрался в Веракрус, где снова нашёл работу бухгалтером. В период работы в Веракрусе писал статьи для газет La Opinión и El Dictamen. После очередного ареста отправлен на принудительные работы на табачную ферму в Валье-Насьональ, откуда сумел бежать.
С началом Мексиканской революции поддержал борьбу повстанцев, в мае 1911 года вступил в бой с оружием в руках, продвинулся до звания полковника. После победы Франсиско Мадеро Хара избран депутатом конгресса от Веракруса. Провёл закон, ограничивающий рабочий день на текстильных предприятиях 10 часами (вместо 16 в дореволюционное время) и гарантирующий минимальную заработную плату. В период усиления реакции Хара Корона был одним из немногих депутатов, голосовавших против отставки президента Мадеро и вице-президента Суареса. Как противник военной диктатуры генерала Уэрты был вынужден бежать в Гавану. 
Вернувшись в Мексику, организовал бригаду «Окампо», противостоявшую частным армиям нефтяных компаний в Поса-Рике, Туспане и Тамьяуа. В борьбе против режима Уэрты объединился с конституционалистами, в июне примкнув к войскам Пабло Гонсалеса как полковник кавалерии. В Матаморосе (Тамаулипас) вместе с Франсиско Мухикой участвовал в первой раздаче земли крестьянам. На следующий год сражался в рядах каррансистов. Кандидо Агилар, заняв пост губернатора Веракруса в 1914 году, назначил Хару секретарём правительства штата. Позже он вернулся в Веракрус, где своими силами освободил порт после вторжения североамериканских войск. 
В течение нескольких месяцев осуществлял управление Мехико, в это время направив свои усилия на введение девятичасового рабочего дня и придание воскресенью статуса выходного. Поддержал забастовки рабочих Мехико против крупных компаний иностранного капитала Tranvías de México и Compañía de Luz y Fuerza Motriz. Позже вместе со своим отрядом занял порт Веракруса после вывода оттуда войск США.
После того, как в рядах революционеров наметился раскол, Хара остался с конституционалистами. Сражался на юго-востоке страны с контрреволюционными силами, а затем, вместе с Гонсалесом, — против Бенджамина Агумендо и сапатистов в Чалько. В 1916 году назначен военным губернатором Веракруса, а позже в том же году — командующим 1-й дивизии Восточной армии.
В конце 1916 года стал депутатом Учредительного собрания, входил в группу прогрессивных депутатов, среди которых были Франсиско Х. Мугика, Альфонсо Кравиото и Луис Г. Манзон. Вместе с ними принял активное участие в работе над новой Конституцией Мексики, включив в неё социальные гарантии, а также сыграв особенно важную роль в формулировках статей, посвящённых социальным гарантиям — образованию, праву на землю и правам работников. Хуан де Диос Бохоркес (автор «Учредительных хроник») писал: «Для меня Хара сыграл одну из самых ярких ролей в Керетаро. На мой взгляд, он был второй фигурой на этом историческом конгрессе (первым был Франсиско Х. Мухика)».
После этого вернулся на фронт, как командующий 2-й дивизией Восточной армии приняв участие в боевых действиях против сторонников Феликса Диаса. Возглавлял военные операции в Табаско.
В 1917 году направлен послом на Кубу, ставшую в это время местом концентрации противников новой власти в Мексике. Как посол Хара отвечал за нормализацию мексиканско-кубинских отношений, оставаясь в этой должности до 1920 года. По возвращении в Мексику избран в Сенат республики, но в 1924 году снова направлен в армию, возглавив операции в Пуэбле, где в это время начался мятеж Адольфо Уэрты.
С декабря 1924 по октябрь 1927 года — губернатор штата Веракрус. В годы губернаторства Хары организована раздача земель крестьянам, создаются профсоюзы, ведётся электрификация и прокладка водопровода и дорог в Халапе. В то же время проводившаяся им политика жёсткого налогообложения иностранного капитала привела к конфликту с нефтедобывающими компаниями, окончившемуся вводом войск в штат по распоряжению правительства Кальеса. Хара отстаивал национальные интересы, и у него были серьёзные разногласия с иностранными бизнесменами, владеющими нефтяными компаниями. Он обвинял их в нерациональной эксплуатации нефтяных месторождений в ущерб интересам страны и жёсткой эксплуатации рабочих на севере и юге штата Веракрус. К тому же он проводил жёсткую политику налогообложения и введение эмбарго на строительство скважин иностранными компаниями, тогда как формально запрет был снят по приказу Луиса Н. Моронеса, министра промышленности и торговли. Ситуация привела к конфликтам с президентом Кальесом и членами законодательного собрания в Веракрусе. За разногласиями последовала отставка Хары с поста губернатора и его временный уход из большой политики.
Вернулся на публичные посты при президенте Ласаро Карденасе. Возглавлял комиссию по военному праву, занимал должности генерального инспектора армии и командующего 26-й и 28-й военными зонами с 1935 по 1939 год. На этом посту координировал отправку оружия, боеприпасов и медикаментов республиканским силам в Испании, ведущим гражданскую войну против Франко. В ноябре 1939—1940 возглавил исполком Партии мексиканской революции и после избрания в следующем году на пост президента страны Мануэля Авилы Камачо стал морским министром в его правительстве. Оставался на посту министра до 1946 года, в период, когда Мексика участвовала во Второй мировой войне на стороне антигитлеровской коалиции.
В 1950-х и 1960-х годах активно сотрудничал с организацией Национально-освободительного движения в Мексике, публиковал статьи в национальных периодических изданиях, таких как El Día, Política или Siempre! .
В дальнейшем Хара Корона — почётный президент Мексиканского комитета защиты мира и член Всемирного совета мира. Совершил поездку в Китай, где поддерживал сторону Мао Цзэдуна в гражданской войне. Возглавлял Институт мексикано-кубинских культурных связей имени Хуареса-Марти, в качестве президента которого выступал в поддержку кубинской революции и права этой страны на самоопределение.
Умер в 1968 году в Мехико. После кремации прах Хары был перевезён в Веракрус, где развеян с вертолёта над океаном.

## Признание заслуг
Лауреат Международной Сталинской премии «За укрепление мира между народами» (1952). Награждён медалью Белисарио Домингеса (1959). 7 октября 1959 года на вручении Почетной медали Белисарио Домингеса сенатор Маурисио Магдалено охарактеризовал Эриберто Хара как «непоколебимого борца за дело своего народа», отметив, что его революционной деятельности на протяжении всей жизни был присущ не только патриотизм, но вдохновение и решительность, с какой он «установил прецедент универсальной ценности в современном конституционном праве».  
Изображение Эриберто Хары вместе с другими выдающимися деятелями Мексики украсило серию памятных монет, выпущенных в 2008 году в честь 200-й годовщины мексиканской Войны за независимость (1810-1821) и 100-летия мексиканской революции (1910–1920).
Именем Эриберто Хары Короны назван международный аэропорт Веракруса.